# Papier-und-Bleistift-Spiel
Das Papier-und-Bleistift-Spiel (englisch Paper-and-pencil game) ist eine Spielform, in der mit lediglich Papier und Bleistift gespielt wird. Es ist nicht zu verwechseln mit dem Pen-&-Paper-Rollenspiel, das sich auf ein Gesellschaftsrollenspiel bezieht.
Die Spielform beinhaltet Spiele wie Drei gewinnt, Schiffe versenken, Galgenmännchen und Stadt, Land, Fluss und wird am besten mit 2 Spielern oder mehr gespielt. Im Normalfall wird nicht radiert und es zählt das, was aufgeschrieben oder aufgemalt wurde. Spiele dieser Art werden häufig als Kennenlernspiele in kleineren Gruppen genutzt, da sie sehr einfach und schnell durchführbar sind, ohne viel erklären zu müssen.

## Material
Für Papier-und-Bleistift-Spiele benötigt man, wie der Name schon impliziert, nur Papier und Bleistift, beziehungsweise andere Schreibutensilien. Die Größe des benutzten Papiers ist von Spiel zu Spiel unterschiedlich und reicht von Leinwand bis zu Notizzetteln. Für manche Spiele (zum Beispiel Schiffe versenken und Käsekästchen) ist kariertes Papier von Vorteil, für andere Spiele ist dies unerheblich.

## Spielvorbereitung
Die Spielvorbereitung ist je nach Papier-und-Bleistift-Spiel anders. Drei gewinnt benötigt eine vorgezeichnete Raute mit neun freien Feldern. Hangman nutzt vorgezeichnete Linien, auf denen später die Buchstaben des gesuchten Wortes stehen. Für Schiffe versenken muss ein größeres Spielfeld erstellt werden, das die Felder A–J und 1–10 tabellarisch auflistet, sodass man die Schiffe hineinzeichnen kann und dadurch einen guten Überblick über sein Spielfeld bekommt.
Somit gestaltet sich die Spielvorbereitung jedes Papier-und-Bleistift-Spiels immer anders und es gibt für den Term keine genaue Anleitung, wie etwas zu tun ist, da die Ausführung den Spielern selbst überlassen ist.

## Spiele (Auswahl)
Unter die Papier-und-Bleistift-Spiele fallen u. a. die folgenden Spiele:
- Alphabet-Staffel
- Blind Zeichnen
- Doppelgänger
- Dots
- Tic-Tac-Toe (Drei gewinnt)
- Fünf in eine Reihe
- Galgenmännchen
- Käsekästchen
- Lingo
- Montagsmaler
- Personen raten
- Schatzsuche
- Schiffe versenken
- Sprouts
- Stadt-Land-Fluss
- Zeichnung in der Dunkelheit